# 아내는 채팅중
《아내는 채팅중》은 MBC에서 2001년 7월 27일에 방영된 베스트극장이다.

## 줄거리
40대로 접어든 문희는 어느 날 권태로운 일상의 출구로 채팅을 시작한다. 채팅의 상대 남은 제로니모라는 40대의 따뜻하고 신사다운 남자다. 문희는 채팅에 점점 깊이 빠져들고, 결국에는 한밤중 넷 상에서 사랑의 밀어를 나누다가 남편에게 들키고 만다.

## 등장 인물

### 주요 인물
- 양희경 : 한문희 역
- 현석 : 승훈 역

### 그 외 인물
- 김동주
- 김영석
- 이장훈
- 염현희
- 심형탁 : 제로니모 역
- 이지수
- 한정훈
- 백성현 : 승훈과 문희의 아들 역